# Porträt in Sepia
Porträt in Sepia ist ein Roman von Isabel Allende, der 2001 in Deutschland erschien.

## Kurzbeschreibung
Zwei Personen stehen in diesem großartig erzählten Familienepos im Mittelpunkt: vor allem Aurora del Valle, aber auch ihre Großmutter väterlicherseits Paulina.
Der Roman schildert bildreich die Beziehung der beiden Frauen in einer Zeit des Aufruhrs. Der enge Zusammenhalt und die Zuneigung beider täuscht weder über die Verschiedenheit der Charaktere noch über das unterschiedliche Rollenverständnis als Frau der Protagonistinnen hinweg.
Im Chile des ausgehenden 19. Jahrhunderts begegnen sich Arm und Reich, Zivilbevölkerung und Militär sowie Mann und Frau nur scheinbar harmonisch – alte Traditionen treffen auf neue Ideen und auf ein neues Selbstbewusstsein im sozialen Rollenspiel. Inmitten der Wirren dieser Zeit von Putsch und Bürgerkrieg vermehrt Paulina ihren Reichtum und entwickelt Aurora den Mut, als Frau in der Gesellschaft zu bestehen und ihren angemessenen Platz zu finden.

## Inhalt und Handlung
1862–1880: Aurora ist das Kind einer schönen, zerbrechlichen Frau und eines Vaters, dem sein Vergnügen als Bonvivant wichtiger ist als seine zwischenmenschliche Verantwortung. So erkennt auch Matías del Valle erwartungsgemäß seine Vaterschaft nicht an. Sein Cousin Severo, der schon seit vielen Jahren in die nun schwangere Lynn verliebt ist, rettet ihre gesellschaftliche Stellung und heiratet sie. Als Lynn an den Komplikationen der schweren Geburt stirbt, bricht für Severo del Valle eine Welt zusammen. Der junge chilenische Anwalt zieht in den Krieg, seine Tochter Aurora verbleibt in der Obhut ihrer Großeltern mütterlicherseits, wo sie, trotz aller Versuche Paulina del Valles, das Kind erziehen zu dürfen, im chinesischen Viertel San Franciscos aufwächst. Eliza und Tao Chi’en geben dem Kind alle Liebe und lassen es an nichts mangeln. Als der außergewöhnliche Großvater plötzlich stirbt, löst Eliza ihr Versprechen ein, den Leichnam ihres Mannes nach China zu bringen und Sorge zu tragen, dass er im Land seiner Ahnen bestattet wird. So kommt Aurora als Fünfjährige doch noch in das Haus Paulinas und ihr Leben ändert sich radikal. Mehr und mehr sinken die Erinnerungen der ersten Lebensjahre ins tiefe Unterbewusste, geraten in Vergessenheit und werden zu schemenhaften und nebulösen Inhalten von Auroras Traumwelt.
1880–1896: Nachdem Paulina del Valle 36 Jahre mit ihrem Mann, der inzwischen seit einigen Jahren tot ist, in San Francisco gelebt hat, trifft sie nun Anstalten, aus finanziellen Gründen zurück in ihr Heimatland Chile zu gehen, wo ihr Neffe Severo lebt und wieder verheiratet ist. Der langjährige und sehr ergebene Butler Frederic besitzt genügend Kühnheit und Liebe, vor dem Übersiedeln um die Hand von Paulina anzuhalten. Die Matriarchin ist klug genug, dem Vorschlag nach einigem Überlegen zuzustimmen, denn sie weiß, dass eine Frau in Chile mit einem Mann an ihrer Seite besser dasteht. Teils aus Kalkül, teils aus Liebe willigt sie ein und Frederic wird als englischer Lord ausgegeben – eine Rolle, die zu dem korrekten Dienstboten wie auf den Leib geschneidert passt und Konflikte wegen der Standesunterschiede erst gar nicht entstehen lässt. So gelangt Aurora mit ihrer Großmutter und Frederic nach Santiago de Chile, in das Land ihrer Wurzeln.
Dort wird sie durch Privatlehrerinnen unterrichtet, wundert sich immer wieder über das Finanzgeschick ihrer Großmutter und kämpft schließlich erfolgreich und gegen alle Widerstände für eine Ausbildung in dem ersten Fotoatelier des Landes. Wie besessen von der Fotografie schult sie ihr Auge, ist immer wieder aufs Neue über die Leuchtkraft der Realität erstaunt und entwickelt eine überdurchschnittliche Beobachtungsgabe. Als schließlich ihr leiblicher Vater zum Sterben heimkehrt, erfährt Aurora ein wenig mehr von ihrer Vergangenheit. Matías, ausgemergelt von der Syphilis, verbringt die letzten Monate im Haus seiner Mutter, bis er in geistiger Umnachtung stirbt. Sie empfindet zwar Mitleid für ihren Vater, begreift aber auch deutlich das Ausmaß dessen, was Severo für sie getan hat.
1896–1910: Eine Europareise nimmt Paulina zum Anlass, sich in London operieren zu lassen. Ihr wird ein Magen-Darm-Tumor entfernt und nachdem sie dank des Chirurgen Iván Radovic von schwerer Unbill genesen ist, nimmt sie, wie Aurora und Frederic, in London und Paris wieder am gesellschaftlichen Leben teil. In Paris lernt Aurora einen jungen Chilenen der Oberklasse kennen, Diego Dominguez, und verliebt sich Hals über Kopf. Skeptisch betrachtet Frederic die Entwicklung der Beziehung, doch es kommt, wie es kommen muss: Diego hält schließlich um die Hand Auroras an. Wieder in Chile bricht Aurora bald in ihre neue „Eheheimat“ auf. Fernab von Santiago in den Bergen und unendlicher Einsamkeit liegt die riesige Farm, die nunmehr ihre neue Heimat ist. Beschenkt durch eine wunderbare und liebevolle Schwiegermutter, findet Aurora dennoch kein Glück bei Diego, der sie wie eine lästige Schwester behandelt. Konnte sie doch auch nicht ahnen, dass sie im Grunde für ihren Mann nichts anderes ist als ein gesellschaftliches Alibi. Diego ist seit Jahren hoffnungslos in die Frau seines Bruders verliebt und die beiden treffen sich zu nächtlichen Tändeleien. Aurora schöpft Verdacht, und als sie beide in flagranti ertappt, bricht eine Welt in ihr zusammen. Dennoch bleibt Aurora, weil sie im Grunde versteht, was diese unerfüllte Liebe auch für Diego bedeuten muss, aber hauptsächlich wegen der sehr kranken Schwiegermutter. So sagt sie zu, bis zum Tode der armen Frau zu bleiben.
Doch das Schicksal will es anders:
Aurora erreicht die Nachricht, dass es schlimm um Paulinas Zustand steht. Sie reist heim und bleibt bei der Großmutter, erschüttert über den Verfall, den der Krebs angerichtet hat. Die einstige lebenslustige Matrone ist nurmehr ein Bündel Haut und Knochen. Sie und Frederic kümmern sich aufopferungsvoll um Paulina, bis die Großmutter stirbt.
Aus Europa zurück, trifft Aurora den Chirurgen Iván Radovic wieder. Was schon in Europa latent schwelte, bricht nun hervor: Die beiden verlieben sich ineinander, Aurora lernt Lust und Liebe einer ganz neuen Güteklasse kennen und Frederic hat es nun leichter, sie zu überzeugen, nicht zu Diego zurückzukehren. Mit einem neuen Selbstbewusstsein arrangiert Aurora sich mit dem Status der getrennten Ehefrau; sie lebt zusammen mit dem gütigen Frederic, sieht Iván so häufig es geht und wächst mit jedem Tag einer neuen, innerlichen Freiheit entgegen. Schließlich liefert ihr das Leben auch das letzte Mosaikteilchen und hebt ihre frühe Vergangenheit aus dem Nebel des Unterbewusstseins ins Licht des Verstehens: Eliza, Auroras Großmutter mütterlicherseits, seit Jahren aus China zurück, fühlt sich nicht mehr an das Versprechen gebunden, jeglichen Kontakt zu ihrer Enkeltochter zu vermeiden und tritt in Auroras Leben. Somit schließt sich der Kreis, Aurora erfährt alles aus ihren ersten Lebensjahren, der Nebel lichtet sich und erstmals fühlt sich Aurora verwurzelt und begreifend.

## Sonstiges
Die Wahl des Romantitels Porträt in Sepia wird erst ganz zum Schluss der Erzählung verständlich. Im Epilog lässt Isabel Allende Aurora Bilanz ziehen. Sie sagt: „Ich lebe zwischen diffusen Schattierungen, verhüllten Geheimnissen; der Farbton, in dem ich meine Geschichte erzähle, gleicht sich mehr dem eines Porträts in Sepia an  …“ (Zitat).
Auroras Großmutter Eliza ist die Protagonistin aus Isabel Allendes Roman Fortunas Tochter. Fortunas Tochter und Porträt in Sepia erzählen die Vorgeschichte des Romans Das Geisterhaus. Wer den Bestseller gelesen hat, wird hier so manchen Anklang an das großartige Werk finden, das 1984 in Deutschland erschien und lange die Bestsellerlisten anführte. Alle drei Werke bilden im Grunde eine „rückwirkende“ Trilogie und bereichern die Literaturwelt um ein Jahrhundert chilenischer Gesellschaftskritik.

## Kritik
Ein wortgewaltiger Roman, spannend, humorvoll und voller Einfühlungsvermögen. Wer gern Literatur liest, die geschichtliches Hintergrundwissen genauso wie spannende Kurzweil bietet, trifft mit Porträt in Sepia eine stimmige Wahl.